# 즈비아드 엔델라제
즈비아드 엔델라제 비탈로비치(Zviad Endeladze Vitalovich, 1966년 4월 7일 아디게니 ~ )는 조지아의 전직 축구 선수로, 포지션은 공격수였다.
마르그베티 제스타포니 소속 시절이던 1995-96 시즌에서 40득점을 기록했으며 1996년 유러피언 골든슈를 수상했다. 참고로 유러피언 골든슈는 1991년부터 1996년까지 시상하지 않았다.